# Justin de Beyer

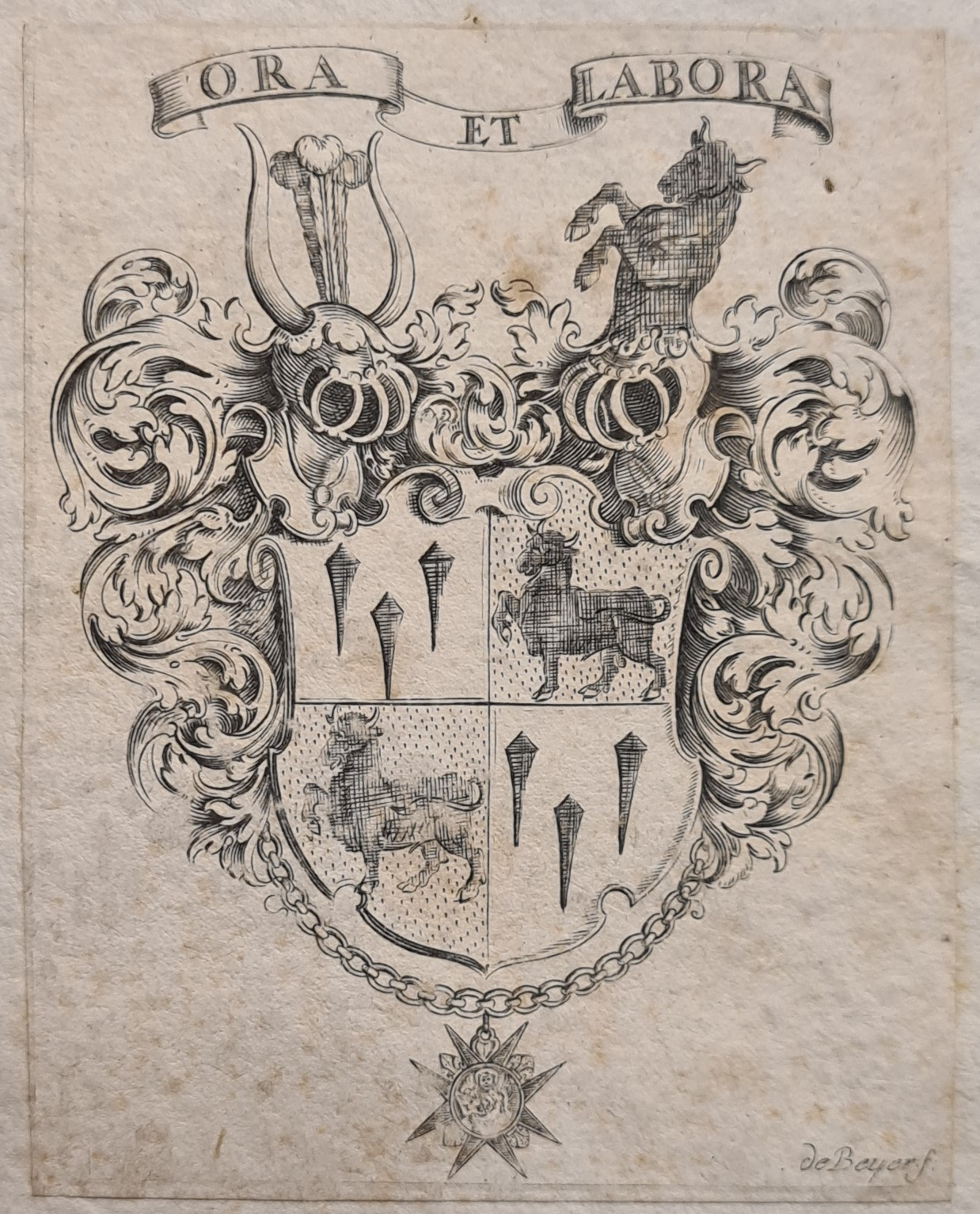
Exlibris mit dem Wappen Willading, signiert «de Beyer f[ecit]» (um 1720)

Justin de Beyer (〰 30. Oktoberjul. / 9. November 1671greg. in Basel; ▭ 17. November 1738 ebenda) war ein schweizerischer Stempelschneider, Graveur und Medailleur.

## Leben
Justin de Beyer wurde als Sohn des Justin Debeyer und der Salome Kindweyler geboren und am 9. November 1671 in der  Peterskirche in Basel getauft. Über seine Herkunft ist nicht mehr bekannt, als dass er einen gleichnamigen Vater und Grossvater gehabt hat. Dem Namen nach könnte die Familie de Beyer möglicherweise aus den Niederlanden stammen. 1696 verheiratete er sich mit Elisabeth Battier. Ab 1699 wohnte er mit seiner Frau in Bern und fertigte im Auftrag der bernischen Regierung Münz- und Medaillenprägestempel an. Das Ehepaar hatte Wohnsitz bei der Siechenvögtin Gerwer. Gemeinsam mit dem ebenfalls aus Basel stammenden Maler Johann Rudolf Huber wurde de Beyer vor die bernische Burgerkammer gebeten, um Auskunft über ihre Niederlassung in Bern zu geben. Die beiden Künstler arbeiteten mehrfach zusammen. De Beyer stach 1708 im Auftrag der bernischen Obrigkeit nach Entwürfen Hubers eine Verdienstmedaille. 1716 schufen die beiden gemeinsam das neue grosse Berner Stadtsiegel, sowie ein mittleres und ein kleines Stadtsiegel. 1722 verliess Justin de Beyer Bern, um in Basel Wohnsitz zu nehmen. Beigesetzt wurde er in Basel als Schaffner des Klosters Gnadental. Seine Witwe zog nach seinem Tod wieder nach Bern.
Justin de Beyer signierte hauptsächlich mit dem Kürzel DE BEYER.